# Кубок африканських націй 1976
Кубок африканських націй 1976 року — 10-та континентальна футбольна першість, організована Африканською конфедерацією футболу. Змагання проходили з 29 лютого по 14 березня 1976 року в Ефіопії. Всього було зіграно 18 матчів, в яких забито 54 м'ячі (в середньому по 3 м'ячі за матч). На відміну від решти Кубків Африки формулою цього розіграшу матчів плей-оф не передбачалося; замість цього чотири найкращі команди групового турніру були об'єднані у фінальну групу, в якій грали по одному матчі з кожною іншою, і чемпіон визначався сумою здобутих у цих матчах очок. Збірна Марокко вперше стала чемпіоном Африки, вигравши у фінальній групі два матчі та зігравши третій внічию.

## Учасники
За результатами кваліфікації місце у фінальному розіграші здобули такі команди (число в дужках показує вкотре команда брала участь у фінальному турнірі африканської першості):
- Ефіопія (8) — кваліфікована автоматично як господар.
- Єгипет (7)
- Заїр (6) — кваліфікований автоматично як діючий чемпіон.
- Судан (6)
- Уганда (4)
- Гвінея (3)
- Марокко (2)
- Нігерія (2)

## Груповий етап

### Група A
|         |   |   |   |   |    |    |   |
| Команда | І | В | Н | П | МЗ | МП | О |
| Гвінея  | 3 | 2 | 1 | 0 | 5  | 3  | 5 |
| Єгипет  | 3 | 1 | 2 | 0 | 4  | 3  | 4 |
| Ефіопія | 3 | 1 | 1 | 1 | 4  | 3  | 3 |
| Уганда  | 3 | 0 | 0 | 3 | 2  | 6  | 0 |
|         |   |   |   |   |    |    |   |

| Результати     |                  |         |           |         |
| Дата           | Місце проведення |         | Результат |         |
| 29 лютого 1976 | Аддис-Абеба      | Ефіопія | 2:0       | Уганда  |
| 29 лютого 1976 | Аддис-Абеба      | Єгипет  | 1:1       | Гвінея  |
| 3 березня 1976 | Аддис-Абеба      | Єгипет  | 2:1       | Уганда  |
| 3 березня 1976 | Аддис-Абеба      | Гвінея  | 2:1       | Ефіопія |
| 5 березня 1976 | Аддис-Абеба      | Гвінея  | 2:1       | Уганда  |
| 5 березня 1976 | Аддис-Абеба      | Ефіопія | 1:1       | Єгипет  |
|                |                  |         |           |         |

### Група B
|         |   |   |   |   |    |    |   |
| Команда | І | В | Н | П | МЗ | МП | О |
| Марокко | 3 | 2 | 1 | 0 | 6  | 3  | 5 |
| Нігерія | 3 | 2 | 0 | 1 | 6  | 5  | 4 |
| Судан   | 3 | 0 | 2 | 1 | 3  | 4  | 2 |
| Заїр    | 3 | 0 | 1 | 2 | 3  | 6  | 1 |
|         |   |   |   |   |    |    |   |

| Результати     |                  |         |           |         |
| Дата           | Місце проведення |         | Результат |         |
| 1 березня 1976 | Дире-Дауа        | Нігерія | 4:2       | Заїр    |
| 1 березня 1976 | Дире-Дауа        | Марокко | 2:2       | Судан   |
| 4 березня 1976 | Дире-Дауа        | Нігерія | 1:0       | Судан   |
| 4 березня 1976 | Дире-Дауа        | Марокко | 1:0       | Заїр    |
| 6 березня 1976 | Дире-Дауа        | Марокко | 3:1       | Нігерія |
| 6 березня 1976 | Дире-Дауа        | Заїр    | 1:1       | Судан   |
|                |                  |         |           |         |

## Фінальний турнір
|         |   |   |   |   |    |    |   |
| Команда | І | В | Н | П | МЗ | МП | О |
| Марокко | 3 | 2 | 1 | 0 | 5  | 3  | 5 |
| Гвінея  | 3 | 1 | 2 | 0 | 6  | 4  | 4 |
| Нігерія | 3 | 1 | 1 | 1 | 5  | 5  | 3 |
| Єгипет  | 3 | 0 | 0 | 3 | 5  | 9  | 0 |
|         |   |   |   |   |    |    |   |

| Результати      |                  |         |           |         |
| Дата            | Місце проведення |         | Результат |         |
| 9 березня 1976  | Дире-Дауа        | Гвінея  | 1:1       | Нігерія |
| 9 березня 1976  | Дире-Дауа        | Марокко | 2:1       | Єгипет  |
| 11 березня 1976 | Дире-Дауа        | Марокко | 2:0       | Нігерія |
| 11 березня 1976 | Дире-Дауа        | Гвінея  | 4:2       | Єгипет  |
| 14 березня 1976 | Дире-Дауа        | Нігерія | 3:2       | Єгипет  |
| 14 березня 1976 | Дире-Дауа        | Марокко | 1:1       | Гвінея  |
|                 |                  |         |           |         |

| Чемпіон Африки 1976 [[Файл:Flag of Morocco.svg\|border\|100px\|Марокко]] Марокко (1-й титул) |

## Бомбардири
| 4 голи - Мамаду Кейта |